# Piero Dusio

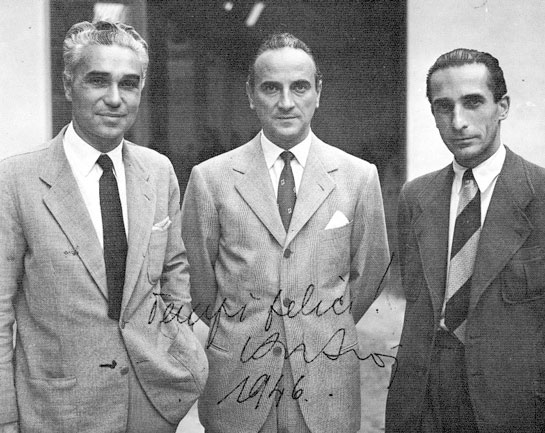
Piero Dusio (midden)

Piero Dusio (Scurzolengo, Asti, 13 oktober 1899 - Buenos Aires, 7 november 1975) was een Italië Formule 1-coureur. Hij reed 1 Grand Prix; de Grand Prix van Italië van 1952 voor het team Cisitalia.